# V 폭격기

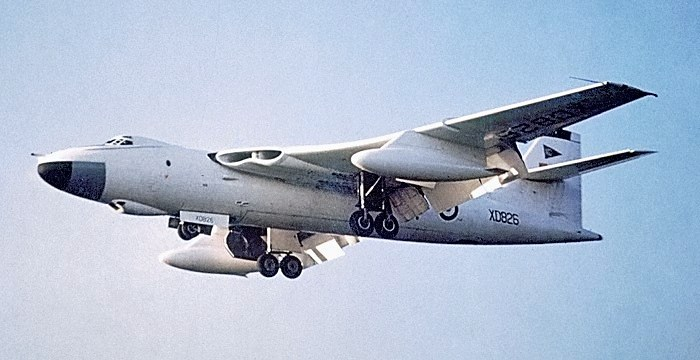
빅커스 발리언트 전략핵폭격기

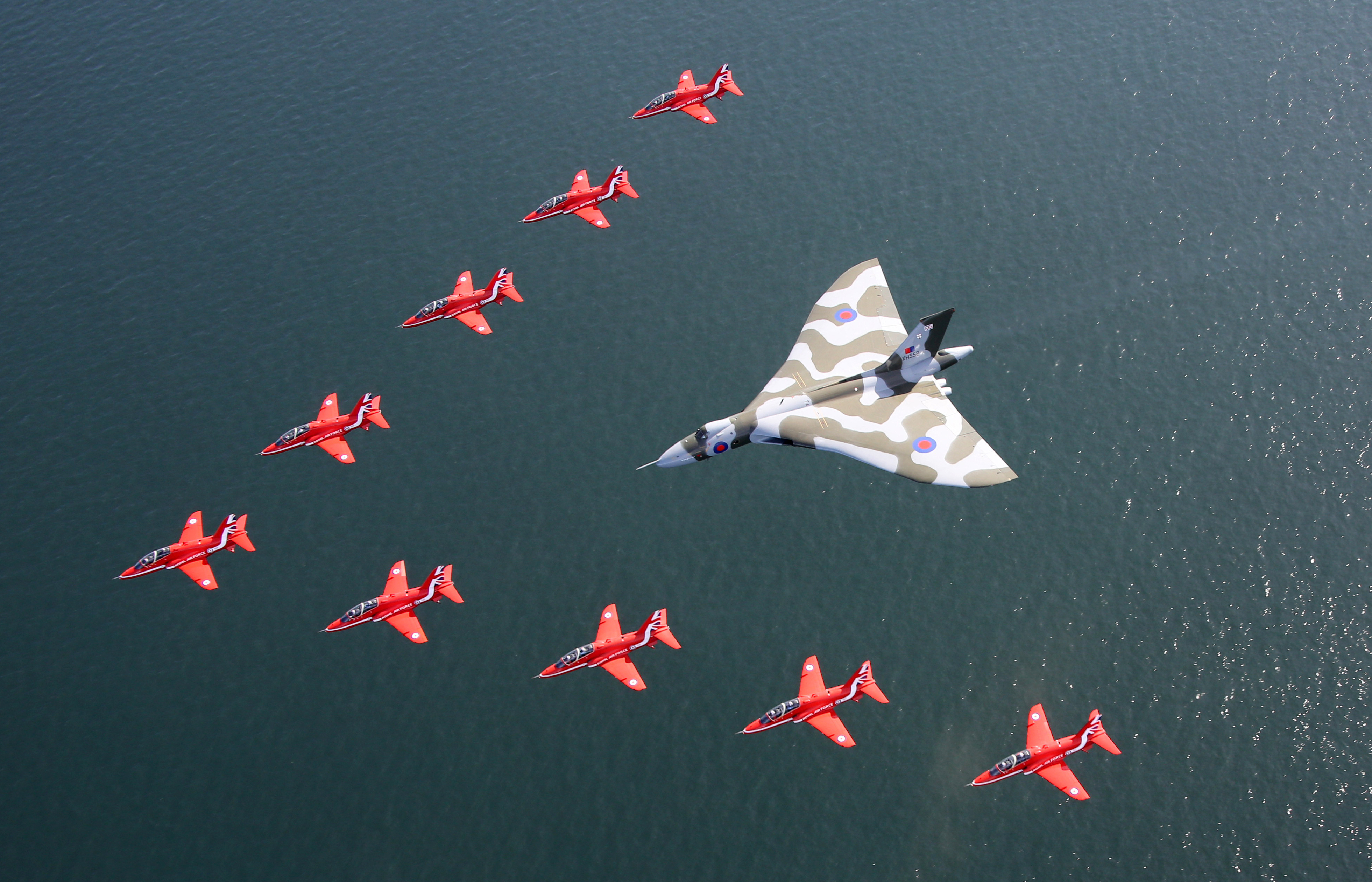
2015년 레드 애로우 곡예비행단과 아브로 불칸 전략핵폭격기

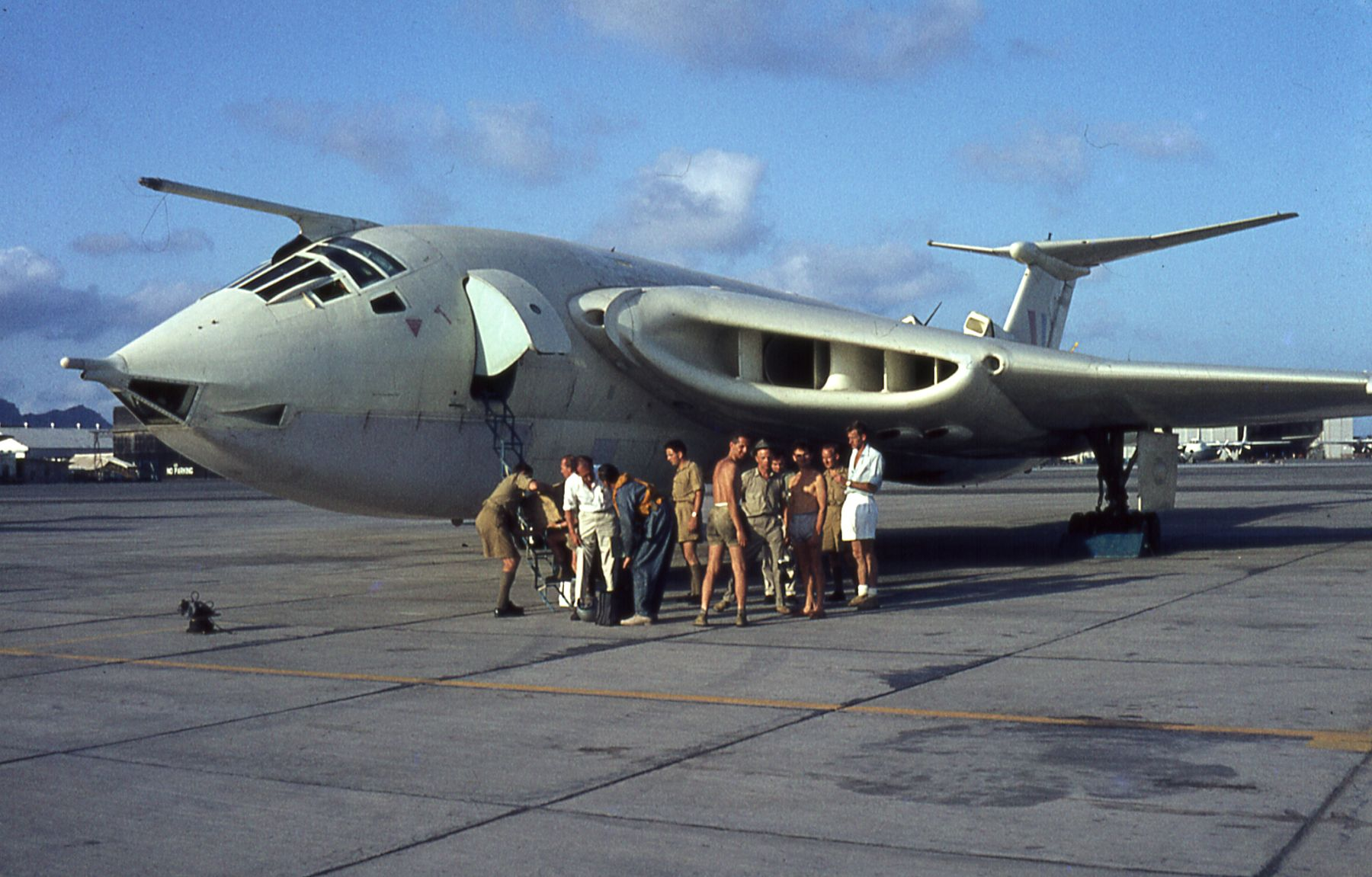
핸들리 페이지 빅터 전략핵폭격기

V 폭격기는 영국 공군의 핵폭격기를 말한다. 3개 모델이 있었다. 빅커스 발리언트, 아브로 불칸, 핸들리 페이지 빅터를 V 폭격기라고 부른다.

## 역사
1960년대 초반, 영국 해군의 레졸루션급 잠수함 4척으로 핵전력이 재편되기 전 까지, 모스크바를 공격하기 위한 영국군의 핵전력은 영국 공군의 V 폭격기였다. 즉 1950년대와 1960년대의 영국 주력 핵전력이다.
1950년대와 1960년대 초반의 영국 핵전력은 영국 공군 V-폭격기였다. 그러나 1960년대 초반에 레이다와 지대공 미사일의 기술이 급발전하였다. 그래서 V-폭격기가 소련 영공을 통과하기가 불가능해졌다.
이러한 문제점을 해결하기 위해, 1960년 5월, 해럴드 맥밀런 영국 총리는 아이젠하워 미국 대통령과 정상회담을 하여, V-폭격기에 미국의 AGM-48 스카이볼트를 탑재하기로 하였다. 스카이볼트는 무게 5톤, 사거리 1,600 km의 공대지 미사일이다. 순항미사일이 아니라 탄도미사일처럼 고체연료를 탑재했다. 이를 통해 소련의 방공망에 위협받지 않고, 모스크바를 핵공격 할 수 있다고 판단했다. 당시 영국의 V-폭격기인 아브로 불칸 폭격기에 장착하기로 하였다.
그러나 민주당 케네디 대통령이 집권하고서, 미국의 정책이 바뀌었다. 케네디는 스카이볼트를 싫어했다. 결국 미국은 1962년 AGM-48 스카이볼트 개발을 취소했다. 그래서 영국은 아브로 불칸 전략핵폭격기의 임무를 4척의 전략원잠(SSBN)으로 대체하기로 하여 1963년 레졸루션급 잠수함 1번함인 HMS 레졸루션 (S22)을 주문했다. 1967년에 취역했다.
50년이 지난 2018년에도 영국의 핵전력은 4척의 뱅가드급 잠수함(SSBN)에 의존하고 있으며, 2028년에 새로운 드레드노트급 잠수함(SSBN) 4척을 건조할 계획이다.

## 발리언트
발리언트 폭격기는 영국 최초의 실전배치 핵무기인 블루 다뉴브 핵폭탄 1발을 탑재한다. 무게 4.5톤의 10 kt 핵폭탄이다. 영국은 블루 다뉴브를 800발까지 생산했다. 발리언트는 미국 B28 핵폭탄을 1발 탑재하기도 했다. 무게 1톤의 1.1 Mt 전략핵폭탄으로, 영국은 이를 도입해 레드 스노우라는 이름으로 생산했다.
- 엔진: 4 x 터보제트
- 최대이륙중량: 63톤

## 불칸
불칸 폭격기는 블루 스틸 미사일 1발을 탑재한다. 무게 7.7톤, 사거리 926 km, 레드 스노우 핵탄두를 장착했다. 블루 스틸은 모두 53발이 생산되었다.
- 엔진: 4 x 터보제트
- 최대이륙중량: 93톤

## 빅터
옐로우 선 핵폭탄 1발을 탑재한다. 무게 3.29톤의 자유낙하형 핵폭탄으로서, 우라늄탄인 그린 그래스 핵탄두시 400 kt, 플루토늄 수소폭탄인 레드 스노우 핵탄두시 1.1 Mt의 폭발력이다.
- 엔진: 4 x 터보제트
- 최대이륙중량: 93톤

## 현재
영국은 V 폭격기를 버리고 전략원잠만으로 핵전력을 개편했지만, 2018년 현재 러시아 공군과 중국 공군은 V 폭격기와 비슷한 전략핵폭격기를 운용중이다.
H-6 폭격기는 영국의 V 폭격기와 비슷한 크기이며, 중국 유일의 전략핵폭격기이다. 자주 한국 KADIZ를 침범하며 이어도와 독도 주변을 비행하여, 무력시위를 한다. "중국판 토마호크 미사일"이라고 할 수 있는 CJ-10 공대지 순항미사일 6발을 탑재한다. 탄두중량 500 kg으로, 핵탄두 장착이 가능하다.
투폴레프 Tu-22M 백파이어 폭격기는 냉전 시절부터 유명한 러시아의 초음속 전략 폭격기이다. 최근 중국이 수입 계약을 체결했다는 보도도 있었지만, 아직 중국에 배치된 적은 없다.

## 같이 보기
- 빅커스 발리언트
- 아브로 벌컨
- 핸들리 페이지 빅터